# 반디앤루니스
반디앤루니스는 대한민국 서울특별시 강남구 삼성로96길 6에 본사를 둔 서점 유통 및 출판사인 주식회사 서울문고(株式會社 서울文庫)의 서점 브랜드 이름이다. 교보문고, 영풍문고 등과 함께 대한민국에서 큰 서점으로 잘 알려져 있다.
반디앤루니스는 반딧불이를 영어로 옮긴 Bandi와 달빛을 의미하는 라틴어 Luni의 합성어로, 반디불과 눈에 비친 달빛으로 공부하였다는 차윤(車胤)과 손강(孫康)의 고사인 '형설지공(螢雪之功)'의 전통과 정신을 현대적인 의미로 재 해석하고 이어 가자는 취지가 담겨 있다.

## 상세
1988년 4월 29일에 설립하였으며, 2000년 강남구 삼성동 코엑스 아케이드에 반디앤루니스 코엑스점이 문을 열면서 교보문고를 제치고 대한민국 최대 규모(11,900 m²)의 서점이 되었으나, 2003년 교보문고가 서초구 서초4동 교보타워사거리에 교보문고 강남점을 열면서 대한민국 최대 규모의 자리를 내주게 되었다. 주로 온라인을 기반으로 하며 오프라인 매장은 대부분 서울에 있으며, 그 외 지역 매장은 경기도 수원시 권선구 서둔동의 롯데몰 수원점, 롯데백화점 내 울산점, 신세계센텀시티몰 내 (부산)신세계센텀시티점이 있다. 경상남도 창원시 의창구 대원동 더 시티 내에 창원점도 있었으나 2010년 12월 29일에 영업을 중단하고, 창원점을 대신하여 2011년 2월 18일 울산광역시 남구 삼산동 롯데백화점 울산점 내에 반디앤루니스 울산점을 개점했다. 온라인에서 주문하고 오프라인 매장에서 책을 수령하는 북셀프 서비스를 제공하고 있다.
수도권을 기반으로 하는 서점 브랜드로 출발해 창원점 등을 시작으로 수도권 외 지역에도 진출하며 시장을 확장해 왔으나, 운영사인 서울문고가 경영난으로 2021년 6월 16일에 최종 부도 처리됐다.
이후 기업 회생을 진행하여 2022년 12월 13일부로 회생절차가 종료되었으며 사업재개를 준비 중에 있다.

## 과거에 존재한 지점
- 창원점(롯데백화점 창원점내)
- 창원점(시티세븐점)
- 현대백화점 압구정점
- 신촌점(현대백화점 신촌점내)
- 현대일산점 (현대백화점 킨텍스점 내)
- 롯데아울렛 파주점
- 코엑스점
- 종로타워점 : 현재 신 종로서적이 입주
- 신림역점(포도몰 내)
- 롯데월드타워점(롯데월드몰 내)
- 사당역점
- 서강점(서강대학교 곤자가플라자 내) : 반디앤루니스 철수 후 대학서적 입주
- 롯데몰수원점
- 롯데피트인산본점
- 미아출장소(현대백화점 미아점내)
- 천호출장소(현대백화점 천호점내)
- 압구정출장소(현대백화점 압구점내)
- 롯데울산점(롯데백화점 울산점 내)
- 대구 신세계점(신세계백화점 대구점 파미에 타운 내)
- 신세계 김해점 (신세계백화점 김해점 내)
- 신세계 센텀점 (신세계 센터시티몰 내)
- 롯데스타시티(건국대점) 내

## 멤버스
- 자체적인 멤버스 카드가 있지만 백화점, 쇼핑몰에 입점한 점포, 온라인 등 다른포인트 카드까지 중복적립 서비스를 한다. 그러나 오픈라인매장에서 2020년 1월 1일부터 중복적립 서비스를 받을 수 없게 되었다.